# Вичанці
Вичанці (словен. Vičanci) — поселення в общині Ормож, Подравський регіон‎, Словенія.

## Пам'ятки
- Дерев'яний, оштукатурений, покритий соломою поздовжній будинок XIX століття. До житлової частини будинку доєднано господарські споруди під одним дахом. Він повністю перероблений у XXI столітті[2].
- У північній частині поселення є невелика придорожня каплиця із дзвіницею побудована на початку XX століття[2].
- Також у поселенні є будинок другої половини XIX століття[2].
- Частково деформовані кургани римської епохи діаметром 6 та 8 м вздовж лісової дороги та висотою 0.5 м та 0.35 м[2].